# Ріверв'ю-Парк (Пенсільванія)
Ріверв'ю-Парк (англ. Riverview Park) — переписна місцевість (CDP) в США, в окрузі Беркс штату Пенсільванія. Населення — 3364 особи (2020).

## Географія
Ріверв'ю-Парк розташований за координатами 40°23′31″ пн. ш. 75°57′0″ зх. д. / 40.39194° пн. ш. 75.95000° зх. д. (40.391833, -75.950098).  За даними Бюро перепису населення США в 2010 році переписна місцевість мала площу 2,65 км², з яких 2,57 км² — суходіл та 0,08 км² — водойми.

## Демографія
Згідно з переписом 2010 року, у переписній місцевості мешкало 3380 осіб у 1374 домогосподарствах у складі 985 родин. Густота населення становила 1274 особи/км².  Було 1415 помешкань (533/км²).
Расовий склад населення:
| - 87,8 % — білих - 3,8 % — чорних або афроамериканців - 3,3 % — азіатів - 0,1 % — корінних американців - 4,0 % — осіб інших рас |

До двох чи більше рас належало 1,0 %. Частка іспаномовних становила 8,0 % від усіх жителів.
За віковим діапазоном населення розподілялося таким чином: 19,6 % — особи молодші 18 років, 56,5 % — особи у віці 18—64 років, 23,9 % — особи у віці 65 років та старші. Медіана віку мешканця становила 47,1 року. На 100 осіб жіночої статі у переписній місцевості припадало 94,4 чоловіків;  на 100 жінок у віці від 18 років та старших — 93,5 чоловіків також старших 18 років.
Середній дохід на одне домашнє господарство  становив 72 411 долар США (медіана — 60 200), а середній дохід на одну сім'ю — 86 982 долари (медіана — 74 667). Медіана доходів становила 57 417 доларів для чоловіків та 43 050 доларів для жінок. За межею бідності перебувало 2,7 % осіб, у тому числі 0,0 % дітей у віці до 18 років та 6,6 % осіб у віці 65 років та старших.
Цивільне працевлаштоване населення становило 1340 осіб. Основні галузі зайнятості: освіта, охорона здоров'я та соціальна допомога — 32,0 %, виробництво — 16,3 %, роздрібна торгівля — 10,2 %, науковці, спеціалісти, менеджери — 7,8 %.